# لموئل شپرد
لموئل شپرد (انگلیسی: Lemuel C. Shepherd Jr.; ۱۰ فوریهٔ ۱۸۹۶ – ۶ اوت ۱۹۹۰) ژنرال سپاه تفنگداران دریایی ایالات متحده آمریکا بود، که در فاصله سال‌های ۱۹۵۲ تا ۱۹۵۵ به‌عنوان بیستمین فرمانده سپاه تفنگداران دریایی فعالیت می‌کرد.
شپرد فعالیت نظامی را از سال ۱۹۱۷ در سپاه تفنگداران دریایی آمریکا آغاز کرد، از ۱۹۴۲ تا ۱۹۴۳ فرماندهی هنگ ۹ تفنگداران دریایی را برعهده داشت و از ۱۹۴۳ تا ۱۹۴۵ فرمانده تیپ ۱ تفنگداران دریایی بود.
وی از ۱۹۴۵ تا ۱۹۴۷ به‌عنوان فرمانده لشکر ۶ تفنگداران دریایی فعالیت می‌کرد، از ۱۹۴۷ تا ۱۹۴۹ فرماندهی مدرسه تفنگداران دریایی را برعهده داشت و از ۱۹۴۹ تا ۱۹۵۱ جانشین فرمانده سپاه تفنگداران دریایی بود.
او در جنگ جهانی اول، جنگ موز، جنگ جهانی دوم، جنگ داخلی چین و جنگ کره حضور داشت و در سال ۱۹۵۹ پس از ۴۲ سال خدمت، از نیروهای مسلح آمریکا بازنشسته شد.